# N-苯甘胺酸
N-苯甘胺酸是一种有机化合物，其示性式为 PhNHCH2CO2H (Ph:苯基，=C6H5）。这种白色固体作为靛蓝染料的工业合成上的前驅物而得名。 它是一种与肌氨酸相关的非蛋白胺基酸，但以N-苯基代替肌胺酸的N-甲基。

## 製备
由甲醛、氰化氢和苯胺混合進行斯特雷克氨基酸合成反应後，將所得氨基腈水解得到羧酸即為N-苯甘胺酸。

約翰·福萊格使用 N-苯基甘氨酸合成靛蓝的歷史合成方法